# Цубакуро
Цубакуро (яп. 燕岳) — гора висотою 2763 м, яка розташована в Адзуміно, Префектура Наґано, Японія. Він був визначений для Національного парку Тюбу-Сангаку 4 грудня 1934 року. Граніт утворює унікальне тіло з білими пісками і гострими скелями, що оголилися зверху. Kassen One (кряж) — крута стежка, по якій піднімаються альпіністи з — Накабуса Гот Спрінгс.
Гора Цубакуро розташована вздовж кордону міст Оматі і Адзуміно, на північний захід від Префектури Наґано, на острові Хонсю в Японії. Це одна з вершин гірського хребта Гіда в Національному парку Тюбу-Сангаку. Річка Накабуса в басейні річки Сай (ліва притока річки Сінано), бере свій початок зі східного схилу гори Цубакуро. На схилах західної сторони гори утворюються потоки, що з'єднують річку Такасе, верхня частина якої простягається біля її підніжжя.
Гора Цубакуро в основному складається з граніту, що датується крейдяним періодом (145 — 66 млн років). За лінією лісу, ґрунт складається з гранітної арени.

## Панорама
Вершина гори Цубакуро відкриває панорамний вид на гори Усіротатеяма, північно-східне розширення гір Гіда, де домінує гора Сірума, південну групу вулканів Яцуґатаке, гору Асама і Фудзі, видимі на відстані (близько 180 км, в південно-східному напрямку), в дуже ясну погоду.

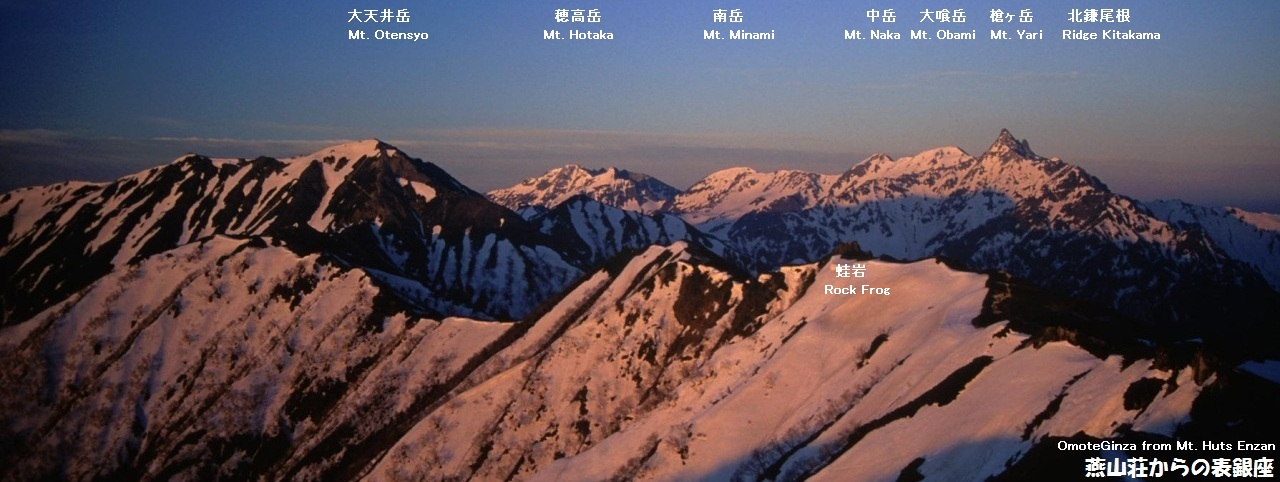
Вид на гори Отеншо і гору Ярі з гірської хатини на північ від гори Цубакуро (приблизно 2711 м над рівнем моря)

.